# Сотскова, Мария Романовна
Мари́я Рома́новна Со́тскова (род. 12 апреля 2000, Реутов, Московская область, Россия) — российская фигуристка, выступавшая в одиночном катании. Серебряный призёр финала Гран-при (2017), серебряный (2018) и бронзовый призёр чемпионата России (2017), участница Олимпийских игр (2018).
Серебряный призёр этапов Гран-при Internationaux de France (2016, 2017) и Skate Canada (2017), победительница турниров серии «Челленджер»: Кубок Таллина (2015), Мемориал Непелы (2016) и Finlandia Trophy (2017), вице-чемпионка мира среди юниоров (2016), серебряный призёр юношеских Олимпийских игр (2016), победительница (2013) и серебряный призёр финала юниорского Гран-при (2015).
Мастер спорта России по фигурному катанию на коньках (2016).

## Биография
Родилась 12 апреля 2000 года в городе Реутове Московской области. Фигурным катанием начала заниматься в возрасте 3,5 года. Первый тренер — Светлана Панова (Москва, ДЮСШ «Снежные барсы»). Тренировалась в ЦСКА.
Летом 2018 года Мария поступила на балетмейстерский факультет Российского института театрального искусства.
В 2020 году Мария вышла замуж за композитора и продюсера Михаила Омельчука. В январе 2021 года объявили о разводе.

## Карьера
|                                                                    |  |
| Короткая и произвольная программы, Финал юниорского Гран-при 2014. |  |

### Начальный период
В олимпийский сезон 2013/2014 годов Мария дебютировала в юниорской серии Гран-при. На этапах в Латвии и Чехии Сотскова заняла вторые места, что позволило пройти в финал юниорского Гран-при. В декабре 2013 года в японском городе Фукуока она стала победительницей финала юниорского Гран-при, показав лучший результат в короткой и произвольной программах. Второе и третье место заняли также представительницы России Серафима Саханович и Евгения Медведева.
На следующий год выступала на юниорских этапах в Эстонии (второе место) и Хорватии (первое место), что позволило ей уверенно вновь выйти в финал, но на этот раз она не смогла войти в число призёров.

### Сезон 2015/2016: вице-чемпионка мира среди юниоров
В сезоне 2015/2016 в очередной раз сумела пробиться в финал юниорского Гран-при. Она уверенно выиграв юниорские этапы Гран-при в Латвии и Австрии. Однако в самом финале заняла второе место. На национальном чемпионате выступила удачно и была на пятом месте. Вошла в состав сборной в качестве запасной. Она выступала в Норвегии на юношеских Олимпийских играх, где после короткой программы занимала только восьмое место. Однако сумела очень хорошо откатать произвольную, что позволило ей выиграть второе место.
Через месяц на юниорском чемпионате в Дебрецене она в обеих программах заняла третье место, попутно превысив прежние свои достижения в произвольной программе и сумме. Однако итоговое было второе место. Вскоре после чемпионата фигуристка сменила тренера, она перешла в ЦСКА к Елене Буяновой.

### Сезон 2016/2017: бронза чемпионата России
Новый предолимпийский сезон Мария начала в Братиславе на Мемориале Непелы. Её выступление оказалось удачным, она улучшила свои прежние спортивные достижения в произвольной программе и сумме. Это позволило ей занять первое место. В середине ноября российская фигуристка выступала на этапе Гран-при в Париже, где на турнире Trophée de France финишировала на втором месте, при этом были улучшены все спортивные достижение. В конце ноября она выступала на заключительном этапе Гран-при в Саппоро, где в упорной борьбе заняла третье место и улучшила своё прежнее достижение в короткой программе. Это позволило ей впервые выйти в финал Гран-при, в Марселе. Во Франции, на самом финале, она выступила не совсем удачно и финишировала на предпоследнем месте, но превзошла своё прежнее достижение в произвольной программе.
В конце декабря в Челябинске в упорной борьбе она впервые стала бронзовым призёром чемпионата России. В конце января россиянка выступала на европейском чемпионате в Остраве, где она остановилась рядом с подиумом, при этом улучшила свои прежние спортивные достижения в короткой программе. В конце марта на чемпионате мира в Хельсинки она оказалась в восьмёрке лучших фигуристок мира. При этом сумела способствовать завоеванию трёх путёвок для своей страны на Олимпиаду в Южную Корею.

### Сезон 2017/2018: Олимпийские игры
Новый олимпийский сезон 2017/2018 начался для Марии победой на турнире серии «Челленджер» Finlandia Trophy и были улучшены прежние достижения в сумме и произвольной программе. Через месяц фигуристка стартовала в серии Гран-при на канадском этапе, где она финишировала с серебряной медалью. Также второй она была в середине ноября на французском этапе Гран-при. Как оказалось впоследствии, это позволило ей выйти в Финал Гран-при. На самом Финале в Нагое спортсменка выступила удачно и в упорной борьбе заняла второе место. При этом ей удалось улучшить все свои прежние достижения.
На национальном чемпионате в середине декабря в Санкт-Петербурге Мария впервые завоевала серебряную медаль. В середине января 2018 года россиянка выступала в Москве на континентальном чемпионате, где финишировала рядом с пьедесталом. В конце февраля в Канныне на личном турнире Олимпийских игр российская фигуристка финишировала в конце десятки сильнейших.

### Сезон 2018/2019
Постолимпийский сезон стал в спортивной карьере Марии не самым удачным. Сначала седьмое и девятое места на этапах Гран-при Франции и Японии и, как следствие, она не попала в Финал Гран-при, затем последовало выступление в Загребе, где спортсменке удалось занять лишь пятое место. На одном из основных стартов сезона, чемпионате России, Мария даже не сумела войти в десятку сильнейших, по итогам двух программ заняв шестнадцатое место и не попав в сборные на чемпионаты Европы и мира. После таких выступлений у неё был шанс реабилитироваться на Универсиаде 2019 года, где она была заявлена в составе сборной, но в итоге Сотскова смогла занять лишь седьмое место. В конце сезона она сменила тренера и перешла от Елены Буяновой к Светлане Соколовской.

### Сезон 2019/2020
Этот сезон Мария начала в Братиславе на Мемориале Непелы. После короткой программы она занимала десятое место, в произвольной стала седьмой и в итоге заняла лишь девятое место. Была восьмой на Мемориале Дениса Тена. На своем единственном этапе Гран-при, Internationaux de France 2019, она была одиннадцатой из одиннадцати фигуристов. Позже она отказалась от участия в чемпионате России.
В июле 2020 года заявила о завершении спортивной карьеры.

## Дисквалификация
В марте 2021 года Федерация фигурного катания на коньках России признала Сотскову виновной в нарушении антидопинговых правил. Позже сообщалось, что Сотскова употребляла запрещённой диуретик фуросемид. Через два месяца после завершения карьеры она получила 10-летнюю дисквалификацию от спорта от Российского антидопингового агентства. Спортсменка была дисквалифицирована на 10 лет с 6 апреля 2020 года. Сотскова получила дисквалификацию за употребление фуросемида и подделку медицинских документов

## Программы
| Сезон     | Короткая программа | Произвольная программа | Показательные выступления                                          |
| --------- | --- | --- | ------------------------------------------------------------------ |
| 2019–2020 | - «To Build a Home» The Cinematic Orchestra, Патрик Уотсон хореограф-постановщик Николай Морозов                                                                                               | - «Fifty Shades of Grey» хореограф-постановщик Никита Михайлов                                                             |                                                                    |
| 2018–2019 | - «Santana» хореограф-постановщик Пётр Чернышёв | - «Summertime» Джордж Гершвин хореограф-постановщик Пётр Чернышёв                                                          | - «Калинка» Иван Ларионов - «L-O-V-E» Натали Коул                  |
| 2017–2018 | - «Лебединое озеро» П. И. Чайковский | - «Clair de Lune» Клод Дебюсси                                                                                             | - «Калинка» Иван Ларионов                                          |
| 2016–2017 | - «Agitato I» - «Waltz of Farewell» (из фильма «Повесть о неизвестном актёре») Альфред Шнитке - «V. Rondo: Agitato» Concerto Grosso No. 1 Альфред Шнитке хореограф-постановщик Никита Михайлов | - «At the Manilovs» (из фильма «Мёртвые души») Альфред Шнитке хореограф-постановщик Пётр Чернышёв                          | - «All by Myself» Селин Дион                                       |
| 2015–2016 | - «Black Magic Woman» в исполнении Карлос Сантана хореограф-постановщик Надежда Канаева, Илона Протасеня                                                                                       | - «Ромео и Джульетта» - «The Young Juliet» - «Montagues and Capulets» Сергей Прокофьев хореограф-постановщик Вера Арутюнян | - «Writing's on the Wall» Сэм Смит                                 |
| 2014–2015 | - «Зима» (из цикла «Времена года») Антонио Вивальди хореограф-постановщик Илона Протасеня | - «Funny Face» Джордж Гершвин, Айра Гершвин - «Breakfast at Tiffany's» Генри Манчини хореограф-постановщик Вера Арутюнян   | - «Tous les garçons et les filles» Франсуаза Арди                  |
| 2013–2014 | - «Зима» (из цикла «Времена года») Антонио Вивальди хореограф-постановщик Илона Протасеня - «Nuevo Tango» Viejos Aires хореограф-постановщик Илона Протасеня                                   | - «Пина» Том Ханрайх хореограф-постановщик Илона Протасеня                                                                 | - «Nuevo Tango» Viejos Aires хореограф-постановщик Илона Протасеня |
| 2012–2013 | - «Nuevo Tango» Viejos Aires хореограф-постановщик Илона Протасеня | - «Пина» Том Ханрайх хореограф-постановщик Илона Протасеня                                                                 |                                                                    |
| 2011–2012 | - «Nuevo Tango» Viejos Aires хореограф-постановщик Илона Протасеня | - «Nocturne No. 20 in C-sharp minor» Фредерик Шопен хореограф-постановщик Илона Протасеня                                  |                                                                    |

## Спортивные достижения

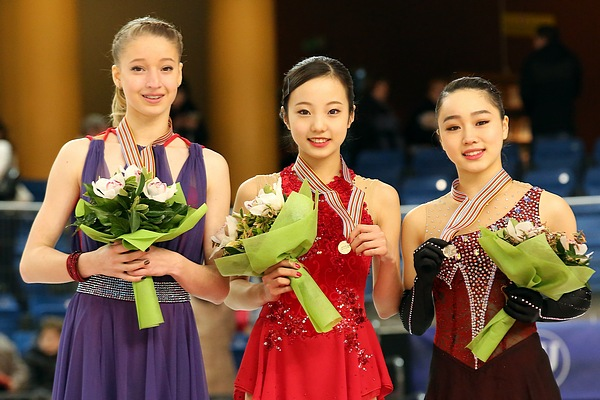
Призёры юниорского чемпионата мира 2016 (слева направо): Мария Сотскова (серебро), Марин Хонда (золото), Вакаба Хигути (бронза)

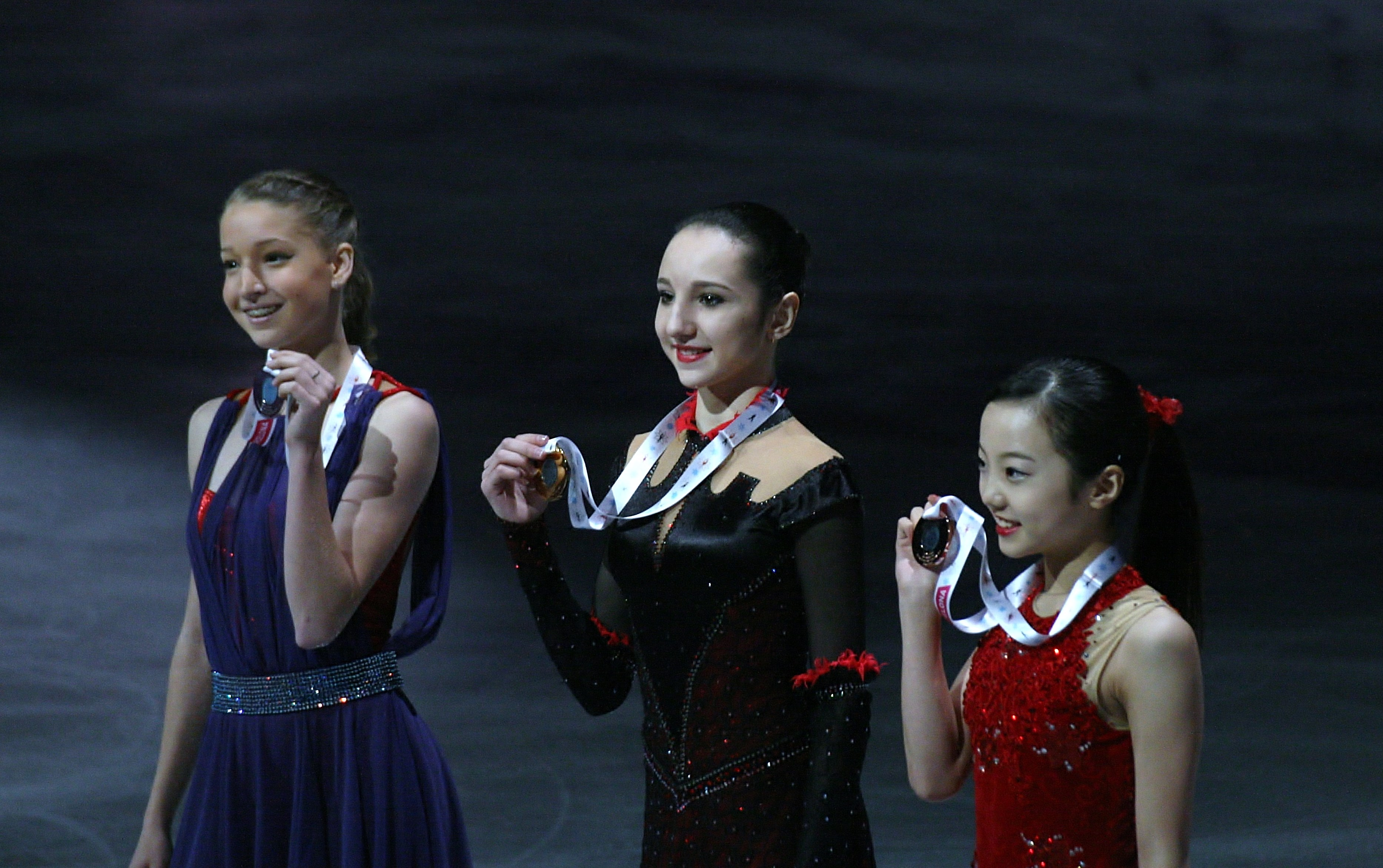
Призёры финала юниорского Гран-при 2015 (слева направо): Мария Сотскова (серебро), Полина Цурская (золото), Марин Хонда (бронза)

| Соревнования                             | 12/13         | 13/14         | 14/15         | 15/16         | 16/17         | 17/18         | 18/19         | 19/20         |
| Международные                            | Международные | Международные | Международные | Международные | Международные | Международные | Международные | Международные |
| ---------------------------------------- | ------------- | ------------- | ------------- | ------------- | ------------- | ------------- | ------------- | ------------- |
| Зимние Олимпийские игры                  |               |               |               |               |               | 8             |               |               |
| Чемпионаты мира                          |               |               |               |               | 8             | 8             |               |               |
| Чемпионаты Европы                        |               |               |               |               | 4             | 4             |               |               |
| Финалы Гран-при                          |               |               |               |               | 5             | 2             |               |               |
| Этапы Гран-при: Skate Canada             |               |               |               |               |               | 2             |               |               |
| Этапы Гран-при: NHK Trophy               |               |               |               |               | 3             |               | 9             |               |
| Этапы Гран-при: Internationaux de France |               |               |               |               | 2             | 2             | 7             | 11            |
| Челленджеры. Золотой конёк Загреба       |               |               |               |               |               |               | 5             |               |
| Челленджеры. Мемориал Ондрея Непелы      |               |               |               |               | 1             |               |               | 9             |
| Челленджеры. Tallinn Trophy              |               |               |               | 1             |               |               |               |               |
| Челленджеры. Finlandia Trophy            |               |               |               |               |               | 1             | WD            |               |
| Зимние Универсиады                       |               |               |               |               |               |               | 7             |               |
| Мемориал Дениса Тена                     |               |               |               |               |               |               |               | 8             |
| Национальные                             |               |               |               |               |               |               |               |               |
| Чемпионаты России                        |               |               | 6             | 5             | 3             | 2             | 16            |               |
| Первенство России среди юниоров          | 3             | 2             | 2             | 2             |               |               |               |               |
| Международные среди юниоров              |               |               |               |               |               |               |               |               |
| Чемпионаты мира среди юниоров            |               | WD            | 5             | 2             |               |               |               |               |
| Юношеские Олимпийские игры               |               |               |               | 2             |               |               |               |               |
| Финалы юниорского Гран-при               |               | 1             | 4             | 2             |               |               |               |               |
| Этапы юниорского Гран-при: Австрия       |               |               |               | 1             |               |               |               |               |
| Этапы юниорского Гран-при: Хорватия      |               |               | 1             |               |               |               |               |               |
| Этапы юниорского Гран-при: Чехия         |               | 2             |               |               |               |               |               |               |
| Этапы юниорского Гран-при: Эстония       |               |               | 2             |               |               |               |               |               |
| Этапы юниорского Гран-при: Латвия        |               | 2             |               | 1             |               |               |               |               |